# Wienerfilharmonikernas nyårskonsert 1974
Wienerfilharmonikernas nyårskonsert 1974 räknas som den 34:e Nyårskonserten från Wien och ägde rum den 1 januari 1974 i Wiens Musikverein. Den dirigerades för 20:e gången gången av Willi Boskovsky. Det var den 16:e nyårskonserten vars 2:a del sändes på TV via Eurovision. Den sändes också för nionde gången på Intervision, TV-föreningen för de tidigare socialistiska staterna.
Boskovskys 20:e nyårskonsert firades stort. I slutet av konserten, precis före extranumren, tackade orkesterns styrelse Boskovsky för de många åren och överräckte en tårta i form av en fiol.

## Historia
Strikt räknat var det Wienerfilharmonikernas 29:e nyårskonsert, eftersom det inte var förrän 1946 som Josef Krips introducerade denna titel, som behölls 1947 och därefter. Dessutom var det den 35:e Årsskifteskonserten, då det vid årsskiftet 1939/40 gavs en Außerordentliches Konzert (extraordinär konsert) av Wienerfilharmonikerna, som dock ägde rum på nyårsafton 1939. Från 1941 dirigerades den av Clemens Krauss, med undantag för åren 1946 och 1947 då Krauss förbjöds att dirigera på grund av sin närhet till nazistregimen och ersattes av Josef Krips.
Efter Clemens Krauss död 1954 valdes Willi Boskovsky enhälligt av orkestermedlemmarna till positionen som permanent dirigent för nyårskonserten, som han dirigerade för första gången 1955 (och fram till 1979). Willi Boskovsky är ihågkommen för att han dirigerade stora delar av konserten (mestadels valserna), med violinstråken och fiolen vilande på höften (emellanåt låg den på ett litet bord bredvid dirigentpulten). Han använde ytterst sällan en taktpinne.
Enskilda musikstycken ackompanjerades av balettinspelningar. Medlemmar ur baletten i Wiener Staatsoper och Volksoper Wien dansade och koreografin gjordes av Gerlinde Dill, Alois Mitterhuber och Gerhard Senft.
Förutom i Österrike sändes programmet i sin helhet i Belgien, Västtyskland, Danmark, Östtyskland, Storbritannien, Spanien, Schweiz och Ungern.
Konsertens andra del sändes i Albanien, Argentina, Australien, Bulgarien, Chile, Ecuador, El Salvador, Finland, Frankrike,  Guatemala,  Honduras, Hong Kong, Irland, Island, Italien, Japan, Jugoslavien, Sydkorea, Luxemburg, Mauritius, Nederländerna, Norge, Peru, Polen, Portugal, Rumänien, Schweiz, Singapore, Sovjetunionen, Sverige, Taiwan, Tjeckoslovakien, Uruguay, USA och Venezuela. Totalt sändes det i 42 stater, den största räckvidden för en nyårskonsert dittills.

## Program

### 1:a delen
1. Johann Strauss den yngre: Ouvertyr till operetten Das Spitzentuch der Königin
2. Josef Strauss: Aquarellen, Vals, op. 258
3. Josef Strauss: Die Emancipirte, Polka mazur, op. 282
4. Johann Strauss den yngre: Bei uns z'Haus (Vals för manskör och orkester), op. 361
5. Johann Strauss den yngre: Vom Donaustrande, Polka schnell, op. 356*
6. Eduard Strauß: Mit Extrapost, Polka schnell, op. 259

### 2:a delen
1. Johann Strauss den yngre: Freuet euch des Lebens, Vals, op. 340
2. Johann Strauss den yngre: Rasch in der That, Polka schnell, op. 409*
3. Josef Strauss:  Frauenherz, Polka mazur, op. 166
4. Josef Strauss:  Plappermäulchen, Polka schnell, op. 245
5. Johann und Josef Strauss: Pizzicato-Polka, op. 234
6. Johann Strauss den yngre: Geschichten aus dem Wienerwald, Vals, op. 325
7. Johann Strauss den äldre: Wettrennen-Galopp, op. 29*
8. Josef Strauss: Künstler-Gruß, Polka française, op. 274*
9. Johann Strauss den yngre: Tritsch-Tratsch-Polka, Polka schnell, op. 214
10. Johann Strauss den yngre: Explosions-Polka, Polka schnell, op. 43**

### Extranummer
1. Josef Strauß: Ohne Sorgen, Polka schnell, op. 271
2. Johann Strauss den äldre: Radetzkymarsch, op. 228
3. Johann Strauss den yngre: An der schönen blauen Donau, Vals, op. 314

Verkförteckningen och verkens ordning finns på Wienerfilharmonikernas webbplats.
De verk markerade med * stod för första gången på programmet till en nyårskonsert.
* Explosions-Polka och Tritsch-Tratsch-Polka är inga "Polka schnell" (Snabbpolka) i egentlig mening, den beteckningen användes av Johann Strauss den yngre först med op. 281 (Vergnügungszug (Polka schnell)).

## Weblänkar
- Programmet till nyårskonserten 1974 på wienerphilharmoniker.at